# Plebeia margaritae
Plebeia margaritae là một loài Hymenoptera trong họ Apidae. Loài này được Moure mô tả khoa học năm 1962.